# Jesús Tortosa Alameda
Jesús Tortosa Alameda (Madrid, 13 de diciembre de 1964) es un deportista español que compitió en taekwondo. Ganó una medalla de plata en el Campeonato Mundial de Taekwondo de 1987, y una medalla de oro en el Campeonato Europeo de Taekwondo de 1988.

## Palmarés internacional
| Campeonato Mundial | Campeonato Mundial | Campeonato Mundial | Campeonato Mundial |
| Año                | Lugar              | Medalla            | Categoría          |
| ------------------ | ------------------ | ------------------ | ------------------ |
| 1987               | Barcelona (España) | Medalla de plata   | –70 kg             |
| Campeonato Europeo |                    |                    |                    |
| Año                | Lugar              | Medalla            | Categoría          |
| 1988               | Ankara (Turquía)   | Medalla de oro     | –64 kg             |